# Hendersonville (Pennsylvanie)
Hendersonville est une census-designated place située dans le comté de Washington, dans l’État de Pennsylvanie, aux États-Unis. Lors du recensement de 2020, elle compte 274 habitants.